# 李国貞
李 国貞（り こくてい、? - 762年）は、唐の宗室。もとの名は若幽。字は南華。

## 経歴
剣州長史の李広業（李璲の子）の子として生まれた。淮安靖王李神通の玄孫で、淄川郡公李孝同の曽孫にあたる。その性格は剛直で、官吏の才能があった。若幽は安定郡録事参軍・扶風郡録事参軍を歴任し、いずれも適任とみなされた。乾元年間、長安県令に累進した。ほどなく河南尹に任じられた。史思明が洛陽に迫ると、元帥の李光弼は東方の河陽県を守り、若幽は官吏を率いて陝州に身を寄せた。数カ月後、長安に召還されて京兆尹となった。上元元年（760年）、成都尹に転じ、御史大夫を兼ね、剣南節度使をつとめた。入朝して殿中監となった。上元2年（761年）8月、戸部尚書に転じ、御史大夫を兼ね、持節・朔方鎮西北庭興平陳鄭等節度行営兵馬及河中節度都統処置使をつとめた。若幽は絳州に駐屯し、国貞の名を賜った。国貞は着任すると、余官はもとのまま、管内河中晋絳慈隰沁等州観察処置等使を加えられた。
ときに河中の軍中に糧食の備蓄がなく、現地の民衆も飢饉に苦しんでいたため、徴発も難しく、将士らに与える食糧が欠乏していた。国貞はしきりに状況を奏聞したが、返答がなかった。軍中では恨みの声が高まったが、国貞は無策であった。上元3年（762年）2月、絳州が乱を起こし、国貞を攻め、夜間に城門を焼いた。側近は城を棄てて逃亡することを勧めたが、国貞は聞き入れなかった。やむなく絳州の獄中に隠れ、偽って縄に縛られた罪人のふりをした。国貞の部下が反乱側に捕らえられると、国貞の所在を指さし、獄中の国貞は引き出された。突将の王元振により国貞はふたりの息子や3人の大将とともに殺害された。揚州大都督の位を追贈された。
子に李錡があった。

## 伝記資料
- 『旧唐書』巻112 列伝第62
- 『新唐書』巻78 列伝第3